# Liodessus bogotensis
Liodessus bogotensis är en skalbaggsart som beskrevs av Guignot 1953. Liodessus bogotensis ingår i släktet Liodessus och familjen dykare. Inga underarter finns listade i Catalogue of Life.